# Distrito de Lárnaca
El Distrito de Lárnaca (en griego, Επαρχία Λάρνακας) es uno de los seis distritos en los que se encuentra dividida la República de Chipre. Su ciudad capital y centro económico es Lárnaca. Una pequeña parte de la extensión territorial de este distrito fue ocupada por las fuerzas armadas turcas luego de la invasión de ese país a la isla en 1974.

## Administración
Las autoridades de la República Turca del Norte de Chipre administran esa parcela de territorio bajo el distrito de Lefkoşa.
La parte administrada por el gobierno de la República de Chipre posee una población de unos 134.400 habitantes según cifras del año 2009. La totalidad de la extensión territorial del distrito es de 1.129 kilómetros cuadrados.

## Instalaciones y lugares de interés
Lárnaca alberga tanto un puerto como el aeropuerto más importante de la isla, el Aeropuerto Internacional de Lárnaca. En la capital de este distrito se encuentra la mezquita Hala Sultan Tekke, mencionado a veces como el tercer lugar más sagrado en el islam por algunos orientalistas. Sin embargo, este punto de vista no es sostenido por los musulmanes más ortodoxos.